# Jochen Rindt
Karl Jochen Rindt (n. 18 aprilie 1942, Mainz, Germania Nazistă – d. 5 septembrie 1970, Circuitul Monza, Lombardia, Italia) a fost un pilot de Formula 1, campion mondial în 1970, titlul fiindu-i acordat post-mortem.
1. 1 2  Jochen Rindt, Roglo
2. 1 2  Jochen Rindt, Store norske leksikon
3. 1 2  Jochen Karl Rindt, Find a Grave, accesat în 9 octombrie 2017
4. 1 2  Jochen Rindt, Salzburgwiki
5. 1 2  Jochen Rindt, Brockhaus Enzyklopädie, accesat în 9 octombrie 2017
6. ↑  „Jochen Rindt”, Gemeinsame Normdatei, accesat în 10 decembrie 2014
7. ↑  Wiener Zeitung, 5 septembrie 2018, accesat în 18 aprilie 2022